# 오렌지 향기는 바람에 날리고
《오렌지 향기는 바람에 날리고》는 1987년 6월 21일에 MBC TV에서 방영된 베스트셀러극장이다.

## 줄거리
시인이 되고 싶었던 내성적인 성격의 현진(정은숙)은 악성빈혈이 심해져 대학을 휴학하고 서울 근교의 농장에서 요양중이다. 한편 동생 경진(허윤정)은 발랄하고 건강미가 넘치는 여대생이다. 주말마다 경진과 만나는 것이 현진의 유일한 즐거움이다. 경진도 언니에게 생기를 되찾게 해 주려는 의도로 주말이면 농장을 방문, 문학 이야기 등을 나눈다. 외항선 선장인 외참촌 강성구(이영후)도 현진에게 자주 편지를 보내 위로한다. 외삼촌의 편지 속에는 이등항해사 동찬(전인택)이라는 인물의 이야기가 자주 등장하는데...

## 출연
- 허윤정
- 전인택
- 정은숙
- 정승호
- 전양자
- 김인태
- 이영후
- 이정희
- 김지영
- 한송이
- 권혁경